# Puntige haakbladroller
De puntige haakbladroller (Ancylis paludana) is een vlinder uit de familie bladrollers (Tortricidae). De wetenschappelijke naam is voor het eerst geldig gepubliceerd in 1871 door Barrett.
De soort komt voor in Europa.